# Azotan żelaza(III)
Azotan żelaza(III), Fe(NO3)3 – nieorganiczny związek chemiczny, sól kwasu azotowego i żelaza na stopniu utlenienia III. Z roztworów wodnych krystalizuje jako dziewięciohydrat, w formie jasnofioletowych kryształków o zapachu kwasu azotowego, dobrze rozpuszczalnych w wodzie, o gęstości 1,68 g/cm3 i temperaturze topnienia 47 °C. Ma silne właściwości utleniające; ma działanie drażniące.

## Zastosowania
Przykładowe zastosowania:
- usuwanie ochronnej grupy 2-tetrahydropiranylowej z alkoholi połączone z ich utlenianiem do aldehydów lub ketonów[3]:

RR'CH–O–THP → RR'C=O
- osadzony na montmorillonicie jako katalizator w reakcji otrzymywania amidku sodu z sodu i amoniaku[4]:

2Na + 2NH3 → 2NaNH2 + H2↑